# 二子古墳

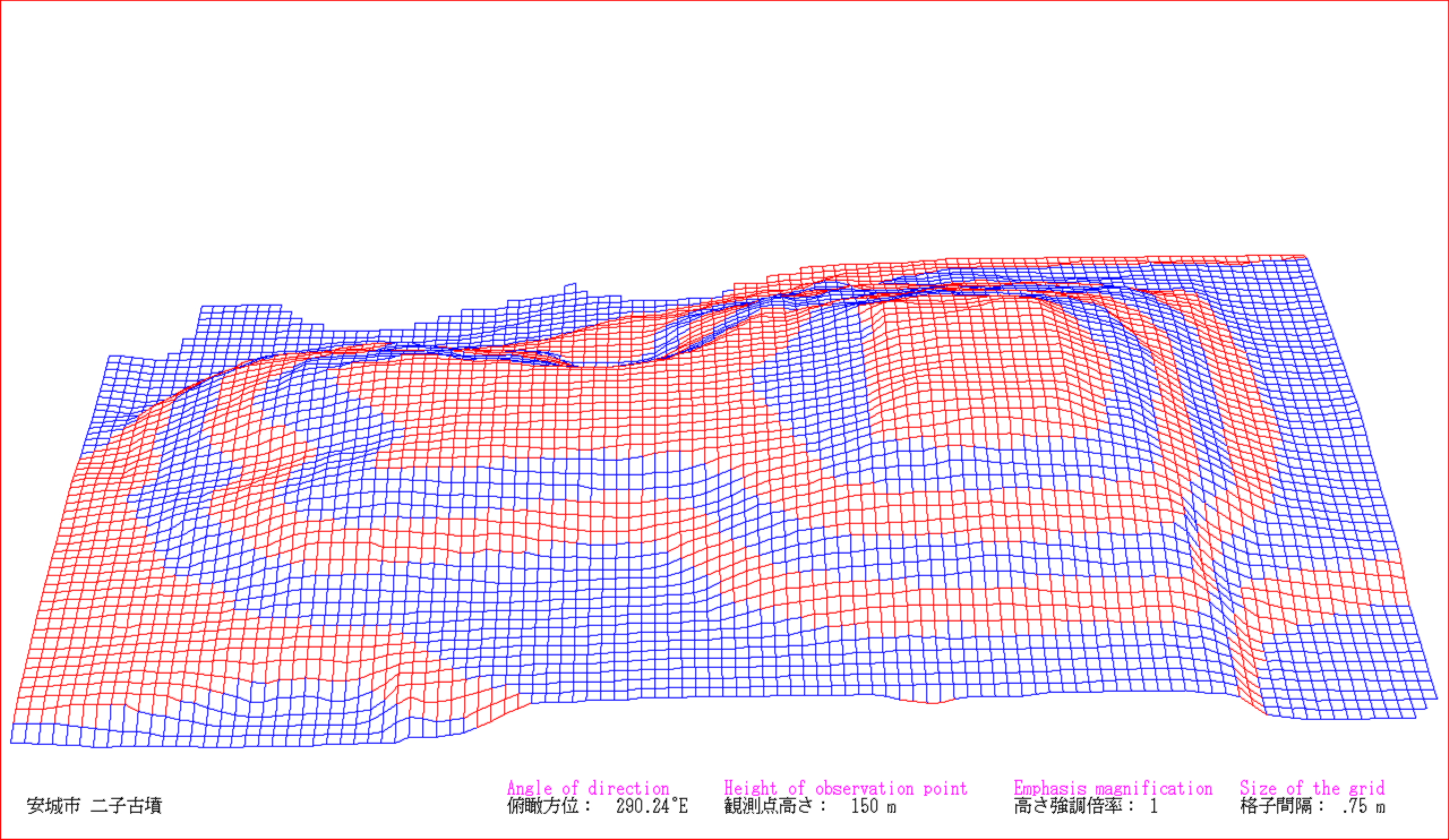
3DCGで描画した二子古墳

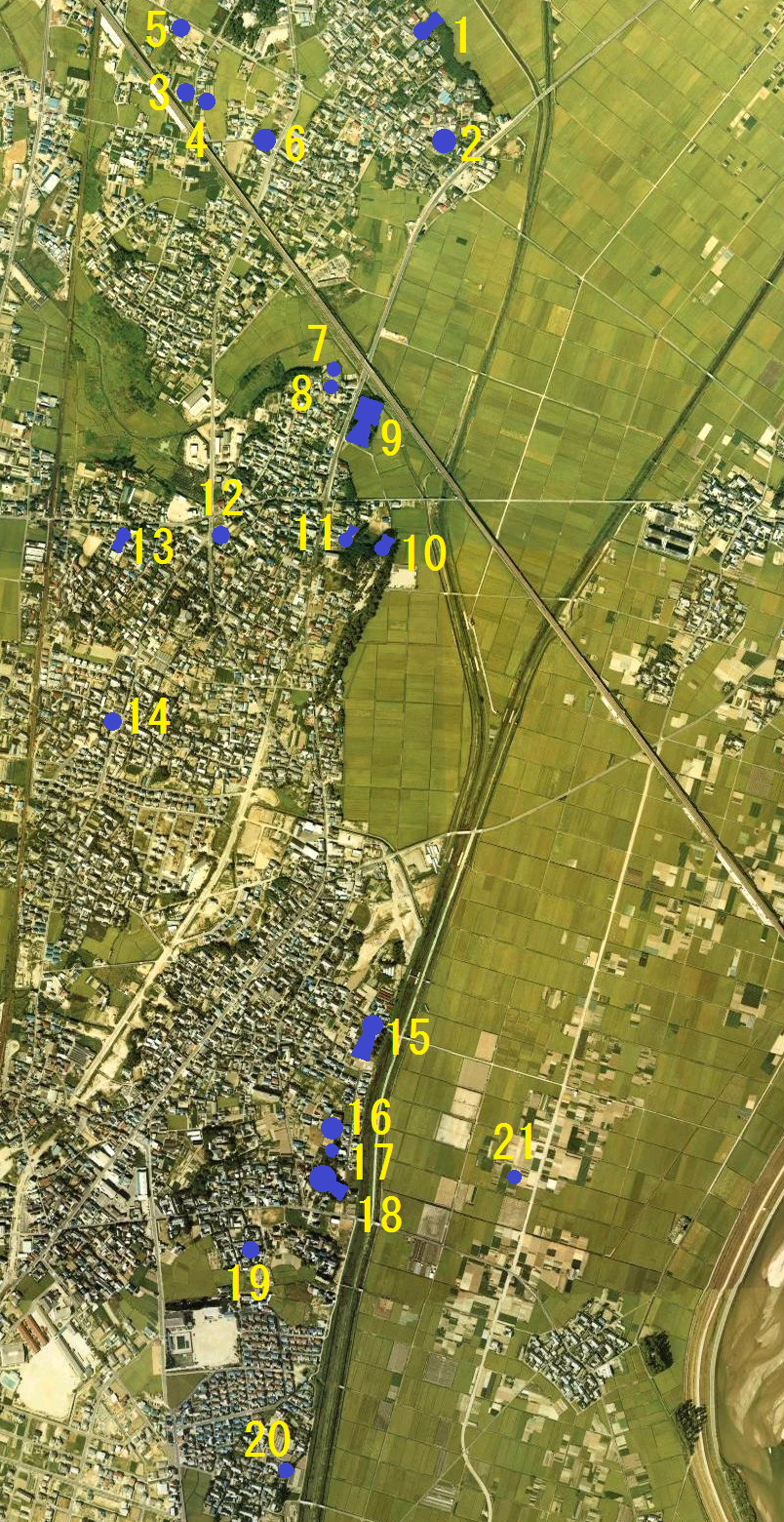
桜井古墳群分布図
1977年

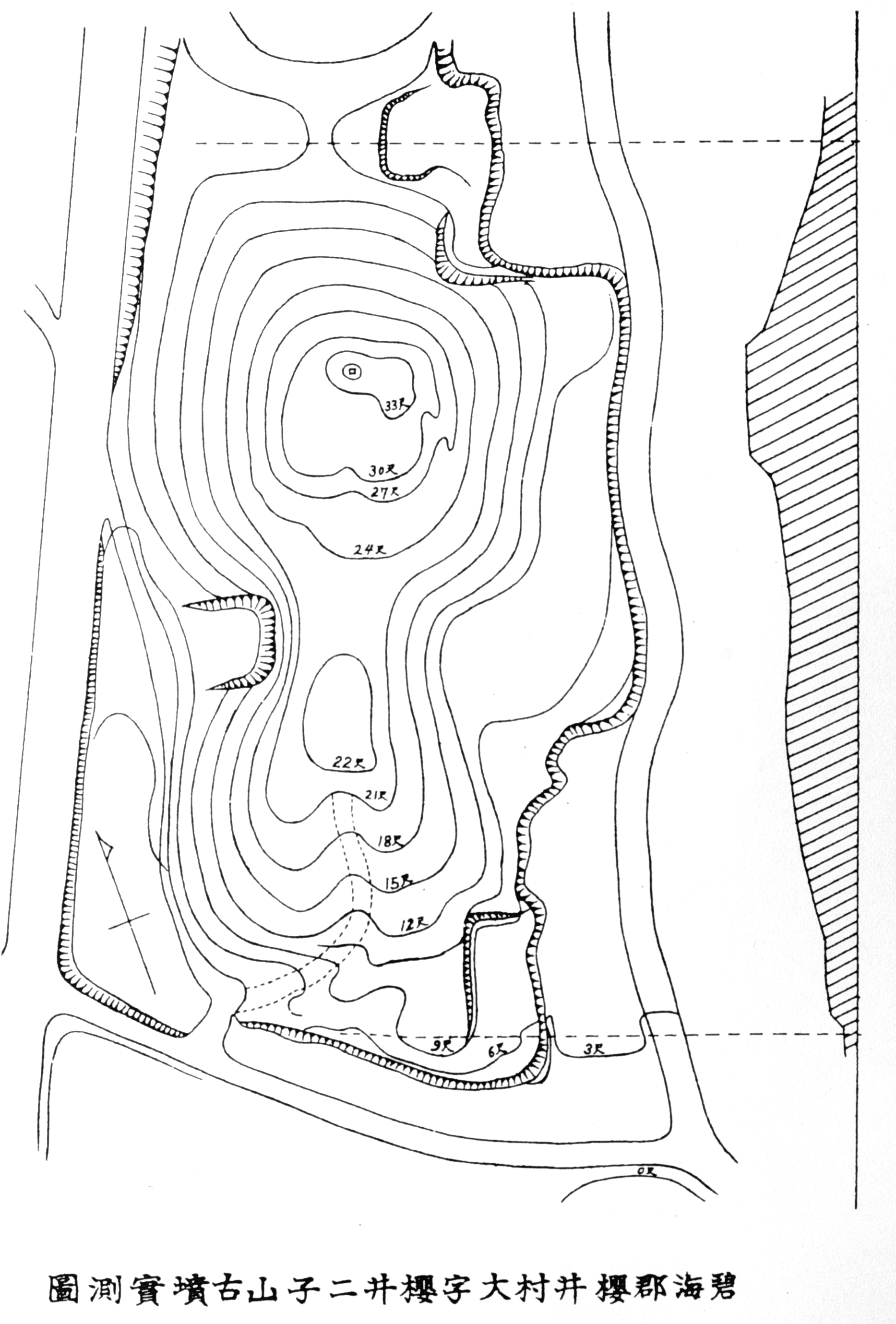
1936年の小栗による測量図

二子古墳（ふたごこふん）は、愛知県安城市二タ子（ふたご）・印内にある古墳時代前期の前方後方墳。1927年（昭和2年）に国の史跡に指定されている。

## 周辺の環境
二子古墳は碧海台地の東縁の沖積平野に突き出した突端に位置し、墳丘の北側には約1キロメートルにわたって開析谷が入り込み、南から南西側も小規模な谷となっている。墳頂部は標高18メートル、墳裾は標高12メートルで、沖積地との比高は3.5メートルを測る。本墳の東の沖積地には銅鏃や須恵器が出土した二タ子（ふたご）遺跡、南の台地直下の沖積地には弥生時代終末期から古墳時代前期の土器が多量に出土した桜林（おうりん）遺跡が所在する。本墳のすぐ北に東海道新幹線、西側墳裾を県道44号が通過しているが墳丘の保存状態は比較的良好である。
本墳の南200メートルに比蘇山（ひそやま）古墳、北750メートルに塚越（つかごし）古墳がある。また本墳は、碧海台地東縁に分布する国の史跡の姫小川古墳（前方後円墳）など計21基の古墳とともに桜井古墳群を形成する。右の分布図内の古墳名称は以下の通り。

### 桜井古墳群
- 1：塚越古墳（前方後円墳または前方後方墳）
- 2：東川古墳
- 3：三ッ塚1号墳
- 4：三ッ塚2号墳
- 5：三ッ塚3号墳
- 6：愛染古墳
- 7：印内北分1号墳
- 8：印内北分2号墳
- 9：二子古墳
- 10：比蘇山（ひそやま）古墳（前方後円墳または前方後方墳）
- 11：山伏塚古墳（前方後円墳）
- 12：碧海山古墳
- 13：堀内古墳（前方後円墳）
- 14：もも塚古墳、
- 15：獅子塚古墳（前方後円墳か）
- 16：姫塚古墳
- 17：崖古墳
- 18：姫小川古墳（前方後円墳、国の史跡）
- 19：王塚古墳
- 20：加美古墳
- 21：八ツ塚古墳[4]。

## 調査の経緯と現状

### 調査の経緯
本墳が古墳と認識された形で文献上に初見するのは、1887年（明治20年）に著された『桜井村村誌』の二子山天神の項である。祭神を大臼命とし、「所在ノ地ハ二子山ト称スルハ此皇子ハ日本武尊ト御双胎ナルガ故此称アリ。或云フ地形前方後円ナレバ古代ノ御陵墓ナラント」と記されている。この天神社は1914年（大正3年）に桜井神社に合祀され、現在は墳丘上にない。ただし二子山の名称自体は宝永7年（1710年）の「参州碧海郡桜井村権現神主図書与同村百姓諍論之事」にすでにある。
1927年（昭和2年）に国の史跡に指定された（同年10月26日内務省告示第466号）。その際、前方後円型、全長約260尺、等と説明された。
その後1936年（昭和11年）に小栗鐵次郎により測量図が作成され、墳長81メートルの前方後円墳と報告された。しかし前方後円墳と報告しながらも、小栗の測量図は「後円部」が四角く描かれており、1956年（昭和31年）になって、その図を手に現地調査した大塚初重が本墳を前方後方墳と確認した。
また1959年（昭和34年）の桜井町の測量調査でも、前方後円墳ではなく前方後方墳であり、全長60メートル余となるとした。
1990年（平成2年）になり安城市の依頼により東海埋蔵文化財研究会によって測量図が新たに作成され、墳長は74メートルとされた。
2003年（平成15年）、安城市教育委員会により計5本のトレンチ発掘による範囲確認調査およびトータルステーションを用いた墳丘測量が実施された。

### 現状
古墳は国の史跡に指定されているが、史跡指定地の土地所有者は安城市と宗教法人桜井神社となっている。桜井神社所有地は主に墳丘部分にあたる。同市は、恒久的な保存を確実にするために指定地全体の公有地化が望まれるとしている。
かつて樹木の伐採等が行われなかった時期があり、鬱蒼とした常緑広葉樹の森となっていたが、2000年（平成12年）以降、安城市教育委員会が伐採を進めた結果、疎林が形成されるようになったという。
古墳南側に市有地の駐車場およびゲートボール場あり（桜林遺跡所在地）。

## 墳形と規模

### 概要
2003年（平成15年）の範囲確認調査により、全長68.2メートル、後方部長36.4メートル、前方部長31.8メートル、後方部幅36.2メートル、前方部最大幅29.6メートル、後方部高さ6.97メートル、前方部高さ4.27メートルを測る。高さは現況値であり、削平される前の状況を考えると前方部・後方部とも1メートル以上高くなると推定される。
古墳が作られている台地端部は、西側には桜林遺跡から続く低みが谷地形となって北西に走り、舌状に区切られている。墳丘の西側はこの谷地形の斜面を利用しており、省力化を図っていると窺える。発掘調査のトレンチ内で確認された事実として、墳丘の最下部は地山を削り出して作られ、上部は盛土で築かれていることが確認された。墳丘上部は全て盛土である可能性が高く、中心から外縁に土を盛っていく方法が採られている。後方部北側裾と前方部南側に周溝の可能性がある溝状遺構が検出され、出土遺物からは古墳に伴うものと断定できなかったが、土層の堆積状況からは古墳に伴って掘られた可能性がある。前方部南側の溝状遺構については台地の端部が迫っているのでわざわざ区画する必要性はなく後方部北側の溝状遺構と同様に扱うにはやや疑問が残るが、そこには墳丘を際立たせると同時に他と明確に切り離された区画を作り出すという意図が窺える。
段築の有無は確認できていない。2003年（平成15年）の発掘調査は墳丘周辺と裾部分に限定されていたためである。後方部の北東角とくびれ部の西側部分が大きく削られていて、後者には神社に伴う相撲場があったという話がある。後方部・前方部とも墳頂部がやや広く、削られている可能性があり、天神社が祀られていた名残であろう。

## 埋葬施設・遺物
葺石・埴輪はない。埋葬施設・副葬品は発掘調査が実施されておらず不明。墳丘範囲確認調査では、墳丘流失土からわずかの土師器、須恵器、灰釉陶器等が出土。古墳の時期に伴う遺物は全く発見されていない。
桜井古墳群中にある塚越古墳での残された記録では石槨・石室はなく、木棺直葬か粘土槨であったと思われ、二子古墳もその可能性が考えられる。また本来後方部はもっと高く墳頂部平坦面は狭かったと推定できるので、墓壙は築造後に築かれた掘り込み墓壙ではなく、築造途中に築かれた構築墓壙であったと思われる。

## 築造時期
積極的に本墳の時期を示す資料はない。しかしながら、自然地形を利用し周溝の可能性のある溝状遺構は墳丘を全周していない点、墳形が前方後方形である点、葺石・埴輪が存在しない点から、古墳時代前期前半（3世紀後半から4世紀初頭）の築造時期とする考えや、古墳時代前期中葉（4世紀前葉）とする考えがある。

## 特徴と意義
矢作川流域では沿岸部の正法寺古墳に次ぐ規模を有する。桜井古墳群では最古に位置づけられ、矢作川流域でも最古級の古墳と考えられる。
先述の桜林遺跡との関連が指摘される。桜林遺跡を含む鹿乗川流域遺跡群が弥生時代中期から発展し、弥生時代後期には地域間交流の拠点的な集落に成長した状況が古墳時代に入って大形の墳墓の造営という形で現わされたものといえる。鹿乗川流域遺跡群は矢作川西岸に位置し、矢作川が作り出した沖積低地上に展開している。一方、矢作川は鉄道やトラックによる輸送路網が整備されるまでは最も重要な物資の輸送路だった。鹿乗川流域遺跡群を治め、物や人の流通を管理・促進させた人物が二子古墳の被葬者像に想定できる。

## ギャラリー

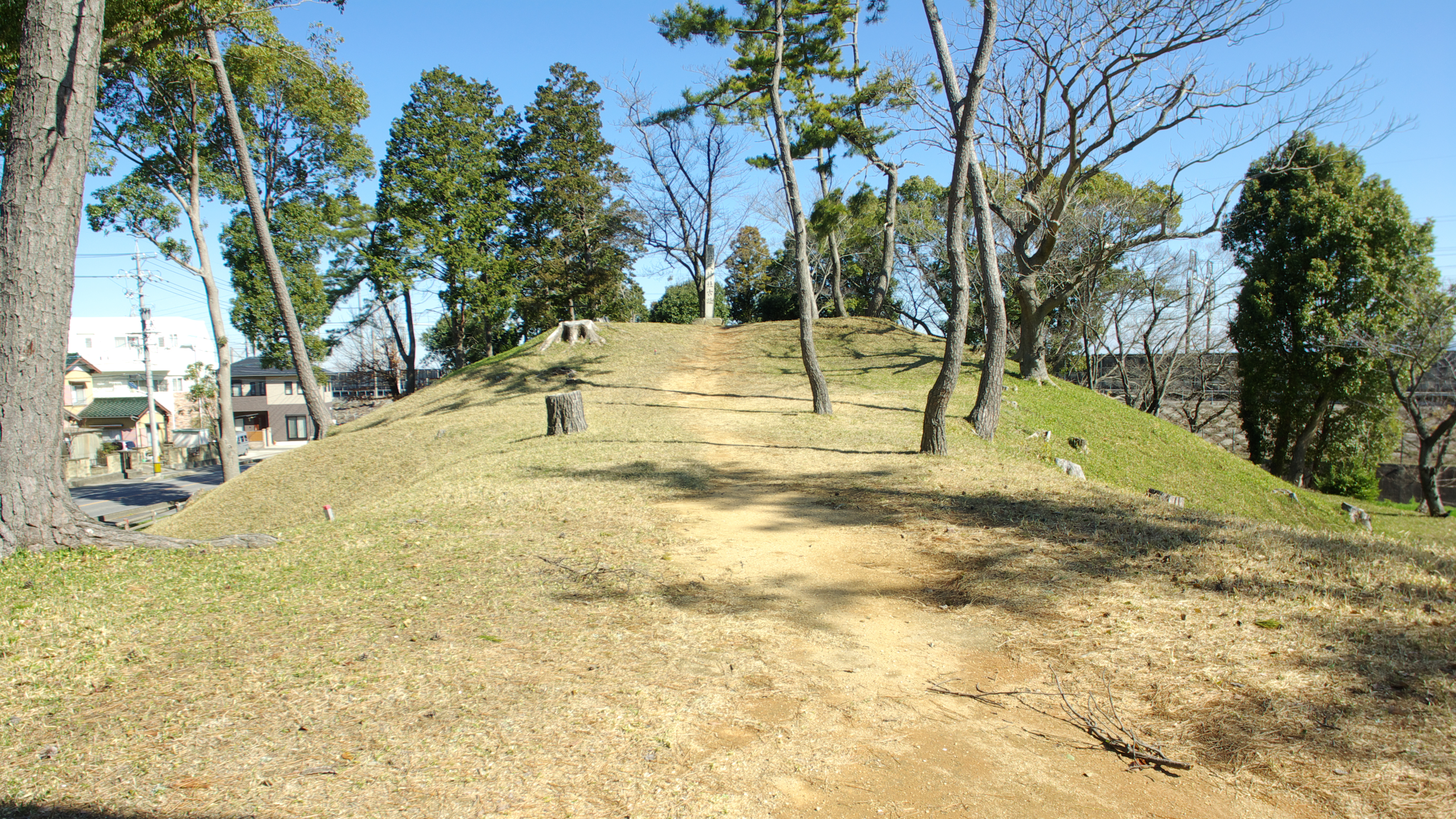
二子古墳前方部から見た後方部
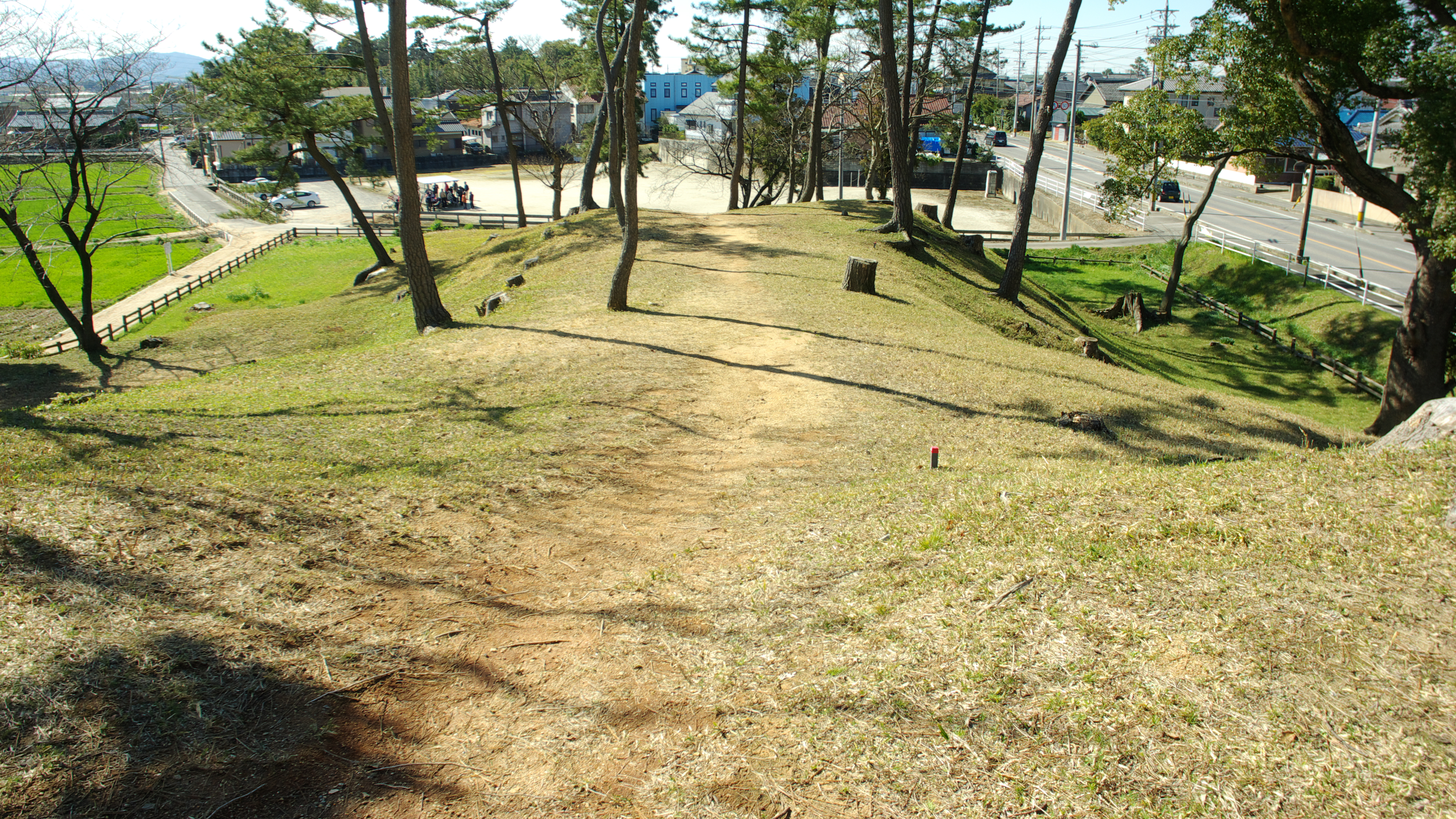
二子古墳後方部から見た前方部
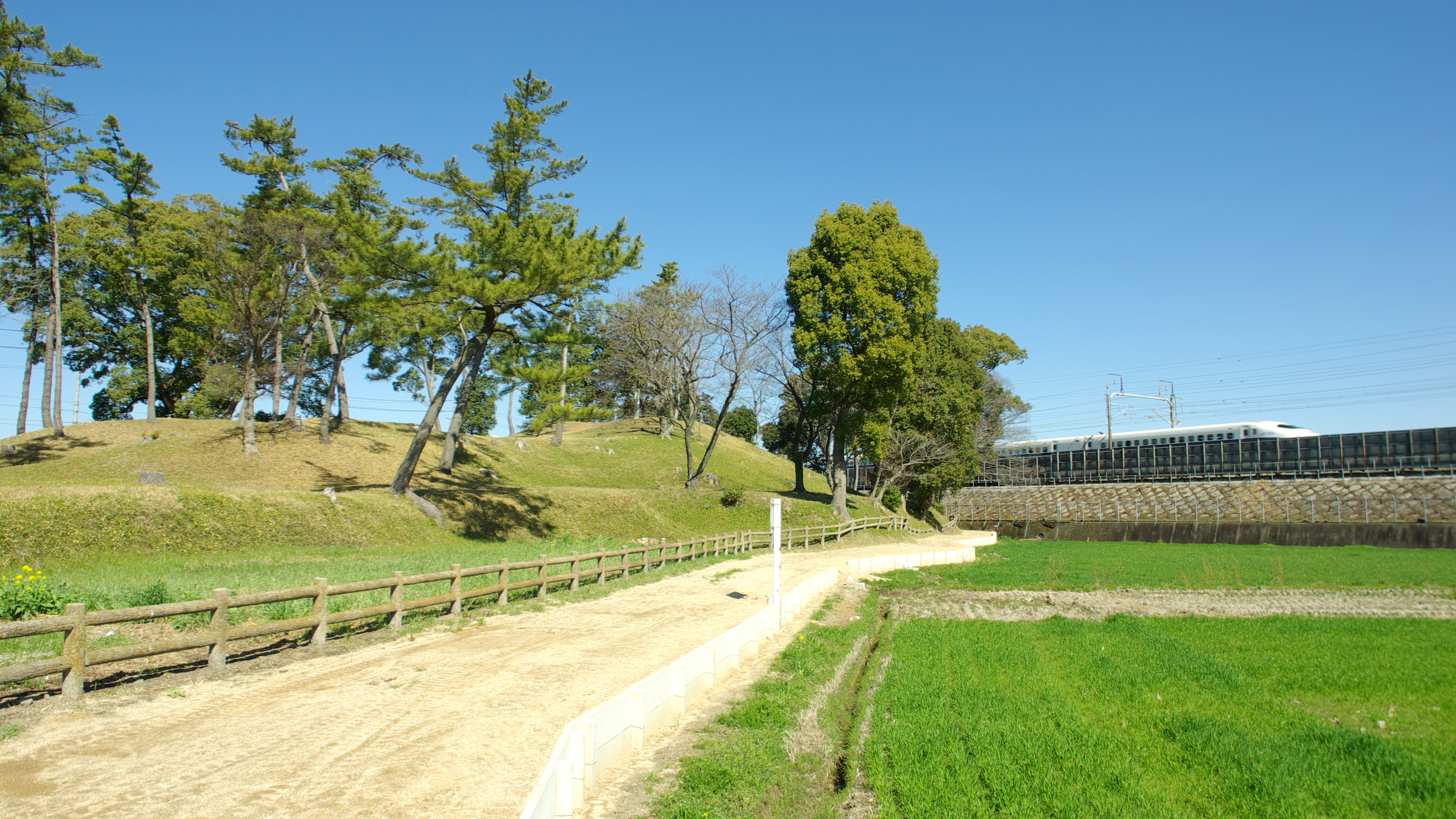
二子古墳と東海道新幹線
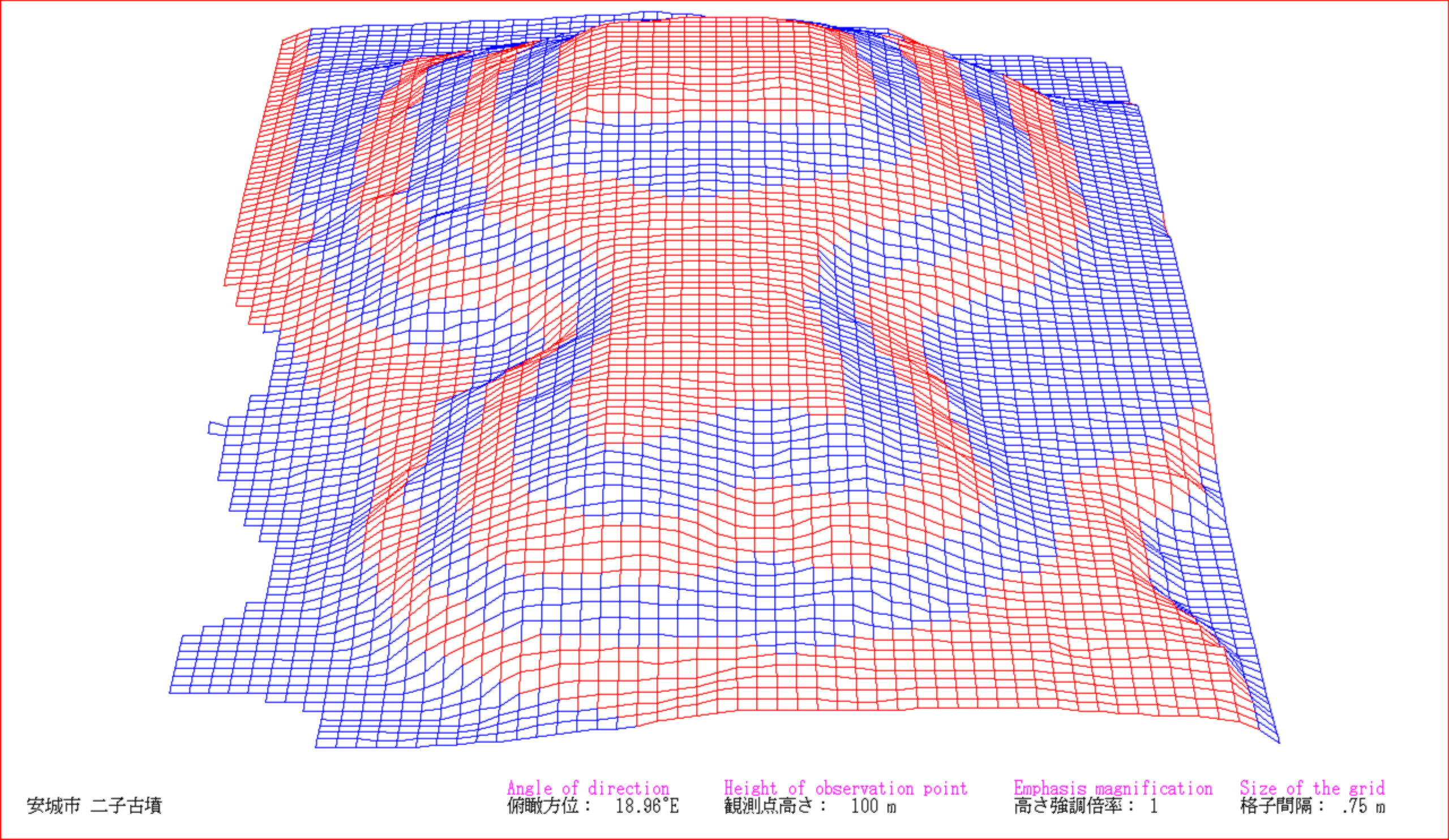
3DCGで描画。前方部正面から見る
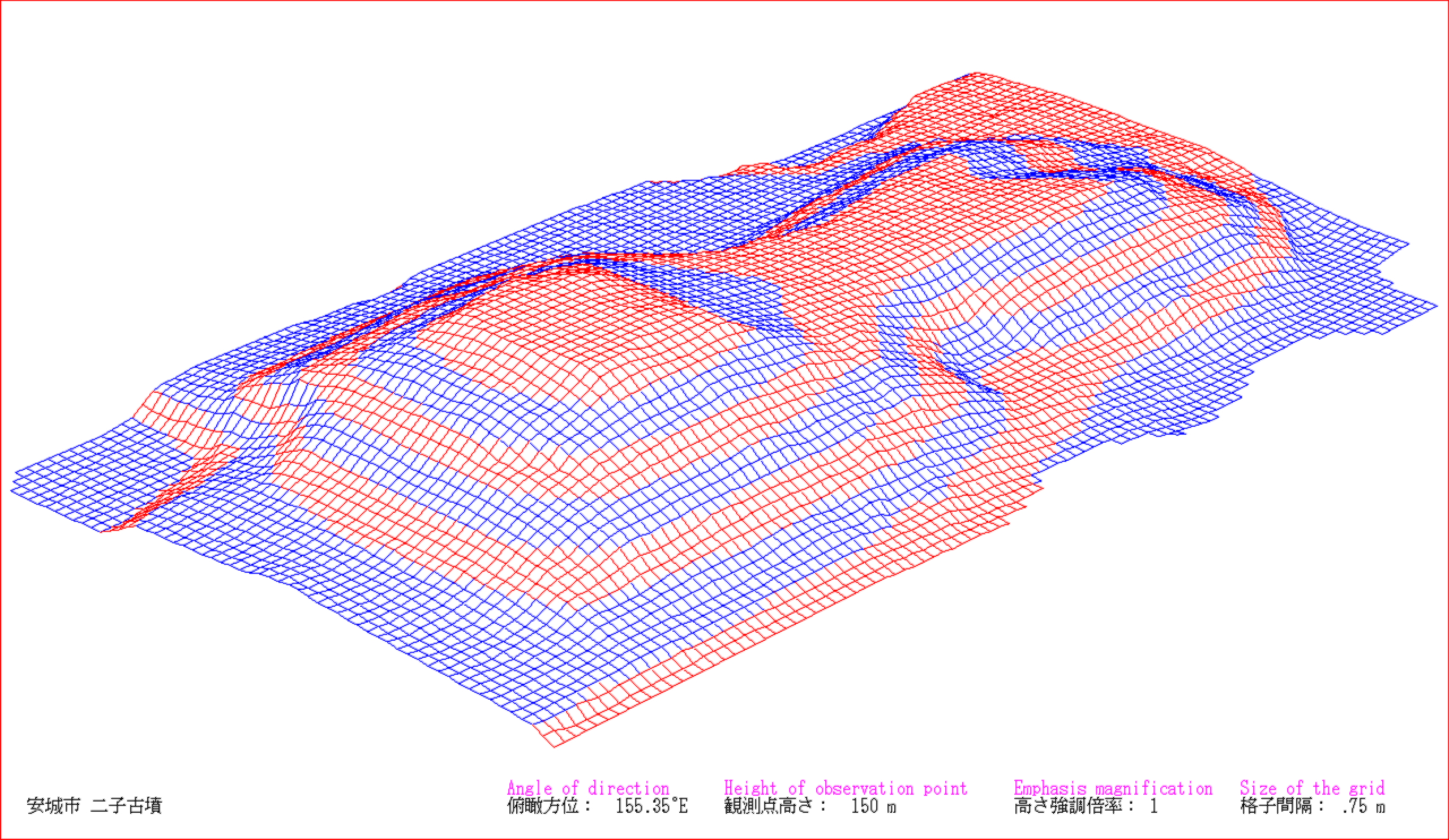
3DCGで描画。後方部から見る
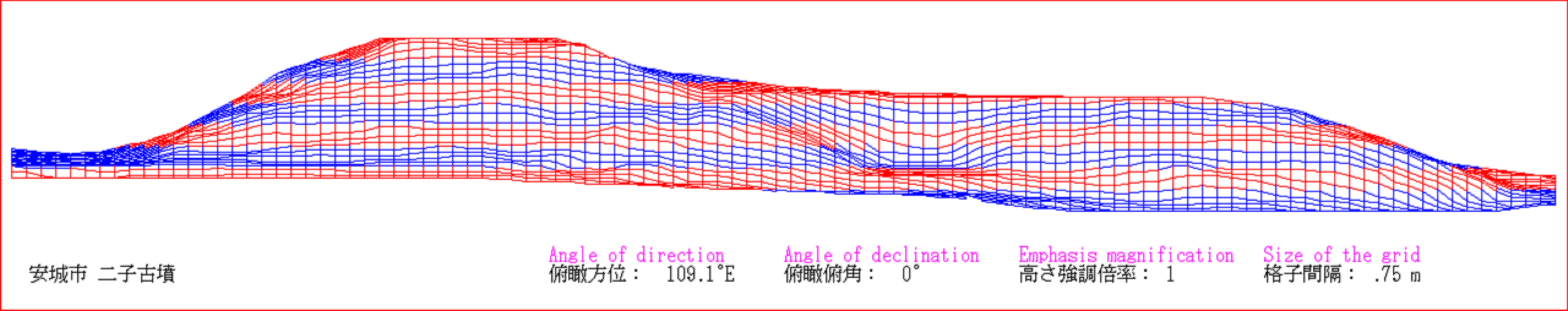
3DCGで描画。真横から見る

## 所在地
- 愛知県安城市桜井町二タ子・印内

## 交通アクセス
- 名鉄西尾線 堀内公園駅より徒歩で約11分。